# Vaiana – Deutscher Original Film-Soundtrack
Der Vaiana – Deutscher Original Film-Soundtrack enthält die Musik zum Film Vaiana (Originaltitel Moana) und wurde am 16. Dezember 2016 veröffentlicht. Das Album enthält einige in deutscher Sprache gesungene Versionen von Liedern des Moana Original Motion Picture Soundtracks und zudem eine Auswahl der Originallieder in englischer Sprache.

## Produktion
Die Musik zum Film Vaiana wurde von Opetaia Foa’i, Mark Mancina und Lin-Manuel Miranda komponiert und teilweise auch eingespielt. Die teilweise übersetzten Lieder werden im deutschen Original Film-Soundtrack von Andreas Bourani, Helene Fischer, Thomas Amper, Debby van Dooren, Louis Leibfried, Tommy Morgenstern, Manuel Straube und Marion Martienzen gesungen. Bourani hatte im Film zudem eine Sprechrolle erhalten und synchronisierte darin den Halbgott Maui.
Fischer singt in der deutschen Version das Titellied, das im Abspann des Films zu hören ist. Fischer sang das Lied Ich bin bereit erstmals öffentlich am 5. Dezember 2016 in Düsseldorf im Rahmen der Aufzeichnung der Helene Fischer Show.

## Veröffentlichung
Der Soundtrack hat eine Länge von 77 min, umfasst 41 Lieder und wurde am 16. Dezember 2016 von Walt Disney Records veröffentlicht. Disney Deutschland veröffentlichte bei Youtube bereits im November und Anfang Dezember 2016 im Vorfeld der Premiere des Films und der Veröffentlichung des Soundtracks die Lieder Voll gerne (im Original-Soundtrack You’re Welcome) und Ich bin bereit (im Original-Soundtrack How Far I’ll Go), gesungen von Andreas Bourani und Helene Fischer.

## Rezeption und Chartplatzierungen
Die Gala beschreibt Ich bin bereit von Helene Fischer als „wunderschöne Fernweh-Hymne“. Das Lied, dies falle gleich bei der ersten Strophe auf, sei wie für Fischer gemacht, da sie von Sehnsucht, Fernweh und Aufbruchsstimmung singe. Franz Rohleder und Sophie Lobenhofer vom Münchner Merkur meinen, Helene Fischer gelinge es, dem Song eine persönliche Note zu verleihen, fange aber auch die besondere Stimmung des Films ein. In Österreich erfolgte eine Auszeichnung mit einer Platin-Schallplatte, In Deutschland wurde der Soundtrack mit einer Goldenen Schallplatte ausgezeichnet.
In Deutschland landete der Soundtrack auf Platz 78 der Album-Jahrescharts 2017.

## Titelliste
Die aus dem Moana Original Motion Picture Soundtrack stammenden, in englischer Sprache gesungenen Titel sind mit (*) gekennzeichnet.
1. Tulou Tagaloa – Olivia Foa’i (*)
2. An Innocent Warrior – Vai Mahina (*)
3. Wo du bist – Tommy Amper, Manuel Straube
4. Ich bin bereit – Debby van Dooren
5. Wir kennen den Weg – Louis Leibfried, Manuel Straube
6. Ich bin bereit (Reprise) – Debby Van Dooren
7. Voll gerne – Andreas Bourani
8. Glänzend – Tommy Morgenstern
9. Logo Te Pate – Olivia Foa’i (*)
10. Ich bin Vaiana – Marion Martienzen
11. Wer du bist – Debby Van Dooren
12. Wir kennen den Weg (Finale) – Louis Leibfried, Manuel Straube
13. How Far I’ll Go (Alessia Cara Version) – Alessia Cara (*)
14. You’re Welcome (Jordan Fisher/Lin-Manuel Miranda Version) – Jordan Fisher (*)
15. Ich bin bereit (Helene Fischer Version) – Helene Fischer
16. Prologue – Mark Mancina (*)
17. He Was You – Mark Mancina (*)
18. Village Crazy Lady – Mark Mancina (*)
19. Cavern – Mark Mancina (*)
20. The Ocean Chose You – Mark Mancina (*)
21. The Hook – Mark Mancina (*)
22. Tala’s Deathbed – Mark Mancina (*)
23. Battle of Wills – Mark Mancina (*)
24. Kakamora – Mark Mancina (*)
25. Wayfinding – Mark Mancina (*)
26. Climbing – Mark Mancina (*)
27. Tamatoa’s Lair – Mark Mancina (*)
28. Great Escape – Mark Mancina (*)
29. If I Were the Ocean – Mark Mancina (*)
30. Te Ka Attacks – Mark Mancina (*)
31. Maui Leaves – Mark Mancina (*)
32. Heartache – Mark Mancina (*)
33. Tala Returns – Mark Mancina (*)
34. Sails to Te Fiti – Mark Mancina (*)
35. Shiny Heart – Mark Mancina (*)
36. Te Fiti Restored – Mark Mancina (*)
37. Hand of a God – Mark Mancina (*)
38. Voyager Tagaloa – Mark Mancina (*)
39. Toe Feiloa’i – Mark Mancina (*)
40. Navigating Home – Mark Mancina (*)
41. The Return to Voyaging – Mark Mancina (*)

## Auszeichnungen
Critics’ Choice Movie Awards 2016 (Dezember)
- Nominierung als Bester Song (für das Lied How Far I’ll Go)[8]

Hollywood Music In Media Awards 2016
- Nominierung als Beste Filmmusik – Animationsfilm (Lin-Manuel Miranda, Mark Mancina, Opetaia Foa’i)
- Nominierung als Bester Song – Animationsfilm (We Know the Way, im Original-Soundtrack gesungen von Lin-Manuel Miranda)[9]

International Film Music Critics Association Awards 2016
- Nominierung als Beste Musik für einen Animationsfilm[10]

Oscarverleihung 2017
- Nominierung als Bester Song (für das Lied How Far I’ll Go – Lin-Manuel Miranda)

Three Empire Awards 2017
- Nominierung (Aufnahme in die Shortlist) als Bester Soundtrack[11]